# Röntgenabsorptionsspektroskopie
Röntgenabsorptionsspektroskopie (englisch x-ray absorption spectroscopy: XAS) ist ein Oberbegriff für mehrere röntgenspektroskopische Messverfahren:
- Die Röntgen-Nahkanten-Absorptions-Spektroskopie (oft als XANES oder NEXAFS abgekürzt) liefert Auskunft über unbesetzte Elektronenzustände in den Atomorbitalen des untersuchten chemischen Elements und somit über die chemische Zusammensetzung einer zu untersuchenden Probe. Eine Untergruppe ist die Röntgen-Nahkanten-Absorptions-Spektroskopie mit zirkular polarisierter Röntgenstrahlung. Diese Technik nutzt den Röntgendichroismus (XMCD) und wird zur Untersuchung der Magnetisierung einer Probe eingesetzt.
- Die EXAFS-Spektroskopie (von englisch extended x-ray absorption fine structure, EXAFS) gibt Auskunft über die Bindungsabstände in einer Probe. Messungen mit dieser Technik an Oberflächen werden auch als SEXAFS bezeichnet („s“ steht für englisch surface).

Bei allen diesen Methoden wird die Absorption der Röntgenstrahlung im Bereich einer Absorptionskante gemessen. Hat ein Röntgen-Quant ausreichend viel Energie, kann es ein Elektron aus einem kernnahen Orbital herausschlagen; bei dieser Energie steigt daher die Absorption der Röntgenstrahlung stark an.

## Messung des Röntgenabsorptionskoeffizienten
Allen Techniken der Röntgenabsorptionsspektroskopie ist gemeinsam, dass eine Quelle von Röntgenstrahlung mit veränderlicher Energie benötigt wird. Heutzutage wird normalerweise Synchrotronstrahlung eines Elektronenspeicherrings (z. B. BESSY II in Berlin) verwendet, die monochromatisiert wird, um aus dem kontinuierlichen Spektrum Strahlung einer bestimmten Energie zu erhalten. Die monochromatische Röntgenstrahlung tritt in die Probe ein und wird dort (teilweise oder vollständig) absorbiert.

### Transmissionsmessung

Absorption als Funktion der Photonenenergie (schematisch) mit Absorptionskanten

Es wird das Verhältnis der Röntgenintensität vor und nach der Wechselwirkung mit der Probe gemessen und so die Absorption bestimmt. Dies ist das einfachste Verfahren, setzt jedoch voraus, dass die Probe dünn genug ist, sodass noch Röntgenstrahlung durchtreten kann. Bei niedrigen Röntgenenergien (Absorptionskanten von Kohlenstoff, Stickstoff oder Sauerstoff) müssten die Proben dafür extrem dünn sein (im Bereich eines Mikrometers). Bei der Transmissionsmessung tragen sowohl das Innere der Probe als auch ihre Oberfläche zur Absorption bei; der Beitrag der Oberfläche ist jedoch viel schwächer als der des Volumens und kann daher nicht getrennt bestimmt werden.
Für die Bestimmung der Röntgenintensität werden Ionisationszähler eingesetzt.

### Auger- und Probenstrommessung
Die Anregung eines Elektrons hinterlässt einen unbesetzten Zustand, der nach extrem kurzer Zeit (wenige Femtosekunden oder darunter) wieder durch ein Elektron höherer Energie aufgefüllt wird. Der Gewinn an potenzieller Energie geht typischerweise einher mit der Anregung eines anderen Elektrons (Augerprozess). Die Anzahl der Augerelektronen, das heißt die Augerelektronenausbeute (Auger electron yield), ist daher proportional zu der Anzahl der ursprünglich von der Röntgenstrahlung angeregten Elektronen, das heißt der Gesamtelektronenausbeute (total electron yield) und somit ein Maß für den Absorptionskoeffizienten.
Die relativ hochenergetischen Augerelektronen werden allerdings nach kurzer Strecke (einige Zehntel Nanometer bis wenige Nanometer) inelastisch gestreut und verlieren daher rasch ihre Energie, die stattdessen andere Elektronen aufnehmen.
Wenn die Elektronen eine relativ niedrige Energie erreicht haben (unter ca. 10 eV) haben sie eine größere mittlere freie Weglänge und können daher zahlreicher die Probe verlassen als die Augerelektronen.
Werden die Augerelektronen gemessen, erhält man daher nur Information über die Röntgenabsorption im unmittelbaren Bereich der Oberfläche. Bei Messung aller emittierter Elektronen mit einem Sekundärelektronenvervielfacher, z. B. einem Channeltron, werden daher auch etwas tiefere Bereiche der Probe erfasst (einige Nanometer). Der gesamte Elektronenstrom liegt bei leistungsstarken Röntgenquellen (Synchrotrons) im Bereich von Nanoampere und kann auch als Probenstrom, der durch „Verlust“ der austretenden Elektronen hervorgerufen wird, gemessen werden. Letzteres setzt voraus, dass man die Primärintensität mit der gleichen Methode misst und mit ihr den Probenstrom normiert (dividiert). Diese Messung der sogenannten I0-Intensität wird oftmals an einem Goldnetz ausgeführt, da Gold inert ist und im weichen Röntgenbereich kaum Absorptionsstruktur aufweist.

### Fluoreszenzmessung
Ein anderer möglicher Prozess zum „Auffüllen“ des unbesetzten Zustandes ist die Emission von Röntgenstrahlung, also eines Fluoreszenzphotons. Dieser Prozess hat im weichen Röntgenbereich eine weit geringere Wahrscheinlichkeit (typischerweise im Promille-Bereich), als der Augerprozess. Allerdings kann die Röntgenstrahlung eine dickere Schicht durchdringen als die Elektronen, daher wird ein größerer Teil der Probe erfasst und der Nachteil der geringeren Intensität teilweise kompensiert. Der Anteil der unmittelbaren Oberfläche am Messsignal ist demnach geringer, was von Vorteil ist, wenn man an der Spektroskopie des Probeninneren interessiert ist und Verunreinigungen an der Oberfläche stören.
Bei Messung unmittelbar an der Absorptionskante kommt es zur so genannten Selbst-Absorption oder Sättigungseffekt, das heißt, dass bei den Röntgenenergien, bei welchen die Absorption höher ist, der Primärstrahl weniger weit in die Probe eindringt und somit nur ein geringeres Probenvolumen erfasst wird. Dieser Effekt ist bei Messungen der Elektronenausbeute irrelevant, weil Elektronen ohnehin nicht mehr aus größeren Tiefen kommen, wo der Primärstrahl abgeschwächt ist. Fluoreszenzmessungen erreichen jedoch noch diese Tiefe, weil die Austrittstiefe der Sekundärstrahlung vergleichbar mit der Eindringtiefe des Primärstrahls ist. Die Fluoreszenzstrahlung ist daher nicht mehr genau proportional zur Absorption. Das Verhältnis von Fluoreszenzereignissen zu der Anzahl von absorbierten Röntgenquanten nennt man Fluoreszenzausbeute (engl. fluorescence yield).